# Fünf Strafen
Die Fünf Strafen (五刑) war eine Sammelbezeichnung für die Arten von Bestrafung, die vor und während der Zeit des chinesischen Kaiserreichs verhängt wurde. Mit der Zeit sind bestimmte Formen der Strafe abgeschafft oder geändert worden.
Die Fünf Strafen waren zwar ein wesentlicher Teil des Strafvollzugs, aber nicht die einzige Form der Bestrafung.

## Ursprung
Die ersten, die die fünf Strafen verhängten, sind einigen Quellen zufolge vermutlich der Sanmiao-Clan (三苗氏,  Sān Miáo shì). Andere Quellen behaupten, dass sie auf Chi You (蚩尤,  Chī Yóu) zurückgehen, den legendären Schöpfer von Metallarbeiten und Waffen und Führer der alten ethnischen Gruppe der Jiu Li (九黎,  jiǔlí). Während der darauf folgenden Xia-Dynastie (ca. 2070 – ca. 1600 v. Chr.) übernahm  Qi, Sohn von Yu dem Großen (Gründer der Dynastie), die folgenden Strafen der Miao:
- Tätowieren des Gesichts oder der Stirn (黥,  qíng)
- Amputation eines oder beider Füße (刖,  yuè),
- Abschneiden der Nase (劓,  yì),
- Abschroten (琢,  zhuó)

und andere Bestrafungsarten.
Tätowieren, Amputation von Nase oder Füßen, Entfernen der Geschlechtsorgane und Tod wurden die fünf Hauptformen des Bestrafungssystems jener Zeit – ab der Xia-Dynastie, die Shang-Dynastie (1600–1046 v. Chr.) sowie die Zhou-Dynastie (1046–256 v. Chr.) hindurch. Die „Fünf Strafen“ wurden während der Regierung von Kaiser Han Wendi abgeschafft infolge einer Petition des weiblichen Untertans Chunyu Tiying (淳于缇萦,  Chúnyú Tíyíng) und durch die „Fünf Strafen für Sklaven“ ersetzt.

## Die Fünf Strafen im Alten China
Von der Todesstrafe abgesehen sollten die anderen vier Strafen für Sklaven/Leibeigene ihren Körpern derart schaden, dass sie für den Rest ihres Lebens gezeichnet sein sollten. Alle gewöhnlichen Bürger unterlagen dieser Bestrafung. Diese Bestrafungen waren für Männer. Die Anzahl der Verbrechen, auf die die Bestrafungen anwendbar waren, geht aus der folgenden Liste hervor.
- 墨,  Mò – „Tusche, Tinte“, wobei der Gesetzesbrecher im Gesicht oder auf der Stirn mit unauslöschlicher Tinte tätowiert wurde, oder 黥,  qíng – „brandmarken“. (1.000 Verbrechen)
- 劓,  Yì, wobei die Nase des Gesetzesbrechers abgeschnitten wurde. (1.000 Verbrechen)
- 刖,  Yuè oder 膑/臏,  bìn während der Xia-Dynastie (斩趾,  zhǎnzhǐ) und der Qin-Dynastie, umfasste die Amputation des linken oder rechten Fußes oder beider Füße. Andere Quellen behaupten, dass diese Bestrafung die Entfernung der Kniescheibe einschloss, angeblich der Grund für den Namen des Militärstrategen der Zeit der Streitenden Reiche Sun Bin 孫臏 / 孙膑,  Sūn Bìn – „Sun (Familienname) + Kniescheibe“. (500 Verbrechen)
- 宫,  Gōng oder 淫刑,  yínxíng, 腐刑,  fǔxíng[4][5] oder 蚕室刑,  cánshì xíng, wobei die Geschlechtsteile der männlichen Gesetzesbrecher entfernt wurden.[6][7] Der Penis wurde entfernt und die Hoden abgeschnitten und der Verbrecher wurde dazu verurteilt, als Eunuch im Kaiserpalast zu arbeiten.[8][9] Gōng wurde bei Männern und Frauen für dieselben Verbrechen verhängt, nämlich Ehebruch, „Liederlichkeit“ oder Promiskuität.[10] (300 Verbrechen)
- 大辟,  Dà Pì – „großes Gesetz“, das Todesurteil. Hinrichtungsmethoden waren:

Zerschneiden in vier Teile (分为戮,  fēn wéi lù – „aufteilen töten“); Kochen bei lebendigem Leibe 烹,  pēng – „kochen“; Vierteilen (Abreißen des Kopfes und der Gliedmaßen durch Befestigung an Karren 车裂,  chēliè; Köpfen 枭首,  xiāoshǒu); Hinrichtung und Zurschaustellung des Körpers des Verbrechers auf dem örtlichen öffentlichen Markt (弃市,  qìshì); Strangulieren (绞,  jiǎo); und langsames Zerstückeln (chinesisch 凌迟, Pinyin língchí – „Lingchi“). Andere Exekutionsmethoden wurden auch verwendet. (200 Verbrechen)

## Fünf Strafen zur Kaiserzeit
Ab der Sui-Dynastie (581–618) erreichten die Fünf Strafen die Form, die sie bis zum Ende der Kaiserzeit beibehalten sollten. Im Folgenden erfolgt eine Auflistung nach den Strafrechtskapiteln der Ming-Annalen.

### Rutenschläge (Chī, 笞)
Es gab fünf Grade, angefangen von 10 bis hin zu 50 Schlägen, mit Ruten vorgegebener Dicke, auf das Gesäß.

### Prügel (Zhàng, 杖)
Prügelstrafe gab es in fünf Graden, von 60 bis zu 100 Schlägen, mit einem Stock vorgegebener Dicke, auf Beine und Gesäß.

### Verschickung zur Zwangsarbeit (Tú, 徒)
Zwangsarbeit konnte ebenfalls in fünf Graden verhängt werden, jeweils in Kombination mit der Prügelstrafe:
- 1 Jahr Zwangsarbeit und 60 Prügelschläge
- 1,5 Jahre Zwangsarbeit und 70 Prügelschläge
- 2 Jahre Zwangsarbeit und 80 Prügelschläge
- 2,5 Jahre Zwangsarbeit und 90 Prügelschläge
- 3 Jahre Zwangsarbeit und 100 Prügelschläge

### Verbannung (Liú, 流)
Hierbei wurde der Betroffene in eine bestimmte Entfernung von seinem Heimatort verbannt (Angaben in Li (etwa 500 Meter); vergleiche Tabelle chinesischer Maßeinheiten verschiedener Dynastien). Diese Form der Bestrafung, in Kombination mit der Prügelstrafe, hatte drei Grade:
- 2000 Li Entfernung und 100 Prügelschläge
- 2500 Li Entfernung und 100 Prügelschläge
- 3000 Li Entfernung und 100 Prügelschläge

### Tod (Sĭ, 死)
Es gab im Allgemeinen zwei Arten der Todesstrafe, diese waren Erdrosseln und Enthauptung.